# (400423) 2008 CG115
(400423) 2008 CG115 es un asteroide que forma parte del cinturón interior de asteroides, región del sistema solar que se encuentra entre las órbitas de Marte y Júpiter, descubierto el 11 de enero de 2008 por el equipo del Catalina Sky Survey desde el Catalina Sky Survey, Arizona, Estados Unidos.

## Designación y nombre
Designado provisionalmente como 2008 CG115. 

## Características orbitales
2008 CG115 está situado a una distancia media del Sol de 1,957 ua, pudiendo alejarse hasta 2,128 ua y acercarse hasta 1,785 ua. Su excentricidad es 0,087 y la inclinación orbital 24,35 grados. Emplea 1000,14 días en completar una órbita alrededor del Sol.

## Características físicas
La magnitud absoluta de 2008 CG115 es 17,2. 